# Lista das Nações Unidas de territórios não autônomos

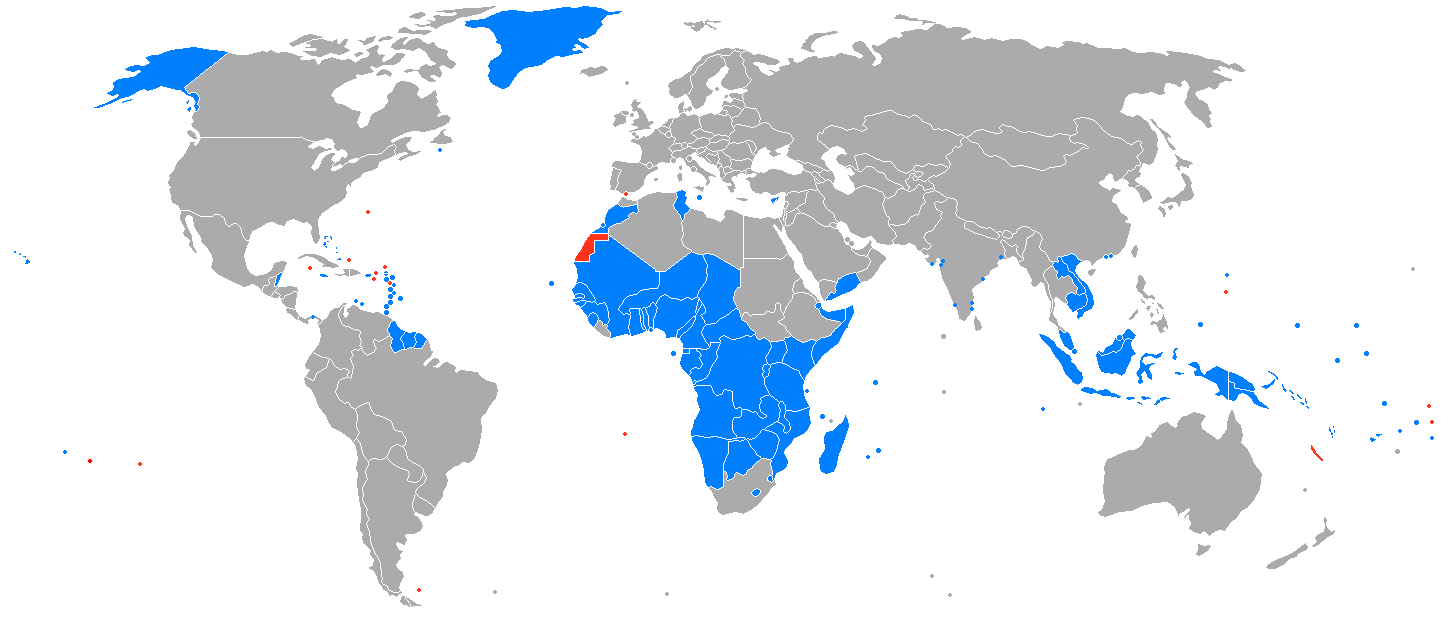
Mapa de países na lista da ONU:
atuais
anteriores

A Lista das Nações Unidas de territórios não autônomos documenta países que, segundo as Nações Unidas, não estão até o momento descolonizados.
A lista foi inicialmente preparada em 1946 com o Artigo XI da Carta das Nações Unidas e foi atualizada na Assembleia Geral das Nações Unidas, em recomendação ao Comitê Especial de Descolonização e seus predecessores.
Somente territórios permanentemente habitados são considerados para inclusão nesta lista, excluindo quaisquer atóis remotos (como Ilha de Clipperton e Recife Kingman) e territórios do Oceano Antártico (como Terras Austrais e Antárticas Francesas e Ilha Heard e Ilhas McDonald).

## Territórios não autônomos
Em 2019, há ainda 17 territórios na lista de territórios não autônomos a serem descolonizados
| Território               | Estado que o administra               | Estado que o reivindica    |
| ------------------------ | ------------------------------------- | -------------------------- |
| Anguila                  | Reino Unido                           | Nenhum                     |
| Bermudas                 | Reino Unido                           | Nenhum                     |
| Gibraltar                | Reino Unido                           | Espanha                    |
| Guam                     | Estados Unidos                        | Nenhum                     |
| Ilhas Caimã              | Reino Unido                           | Nenhum                     |
| Ilhas Malvinas           | Reino Unido                           | Argentina                  |
| Ilhas Turcas e Caicos    | Reino Unido                           | Nenhum                     |
| Ilhas Virgens Britânicas | Reino Unido                           | Nenhum                     |
| Ilhas Virgens Americanas | Estados Unidos                        | Nenhum                     |
| Monserrate               | Reino Unido                           | Nenhum                     |
| Nova Caledónia           | França                                | Nenhum                     |
| Ilhas Pitcairn           | Reino Unido                           | Nenhum                     |
| Polinésia Francesa       | França                                | Nenhum                     |
| Saara Ocidental          | Espanha (de jure) Marrocos (de facto) | República Saaraui Marrocos |
| Samoa Americana          | Estados Unidos                        | Nenhum                     |
| Santa Helena             | Reino Unido                           | Nenhum                     |
| Toquelau                 | Nova Zelândia                         | Nenhum                     |